# Bühler Holding
Die Bühler Holding AG mit Sitz in Uzwil ist ein international tätiger Schweizer Technologiekonzern. Das Familienunternehmen im Besitze der Unternehmerfamilie Bühler hält weltweit führende Marktpositionen in Technologien sowie in Verfahren für die Getreideverarbeitung für Mehl und Futtermittel, aber auch für die Herstellung von Pasta und Schokolade, im Druckguss, der Nassvermahlung und Oberflächenbeschichtung. Die Kerntechnologien des Unternehmens liegen im Bereich der mechanischen und thermischen Verfahrenstechnik.
Die in über 140 Ländern tätige Bühler-Gruppe beschäftigt per 31. Dezember 2021 rund 12'500 Mitarbeiter. Zudem bildet die Bühler AG in der Schweiz sowie die jeweiligen Gesellschaften in Deutschland, Österreich, China, Indien, Brasilien, den USA und in Südafrika etwa 600 Lehrlinge aus. Es bestehen insgesamt 30 Fabrikationsstätten weltweit. Das Unternehmen erwirtschaftete 2022 einen Umsatz von CHF 2,98 Milliarden mit einem Nettogewinn von CHF 153,6 Millionen. 2021 wurden 5,2 Prozent des Umsatzes in Forschung und Entwicklung investiert. Hermann Simon erwähnte die Bühler AG als Beispiel für einen „Hidden Champion“ in seinem gleichnamigen Buch.

## Geschichte

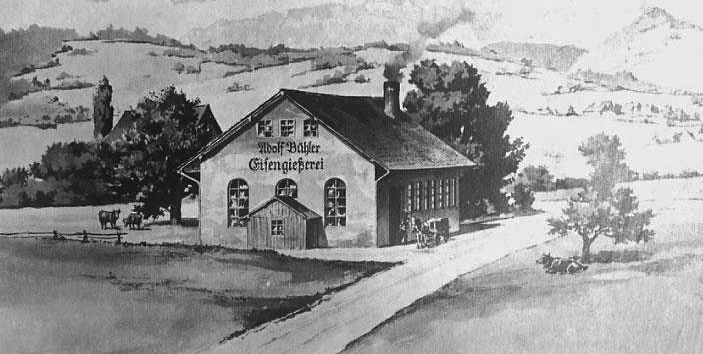
Eisengiesserei Adolf Bühler, Uzwil, ca. 1860

Bühler-Hauptwerk in Uzwil, nach 1918, vor 1927 (Foto: Walter Mittelholzer)

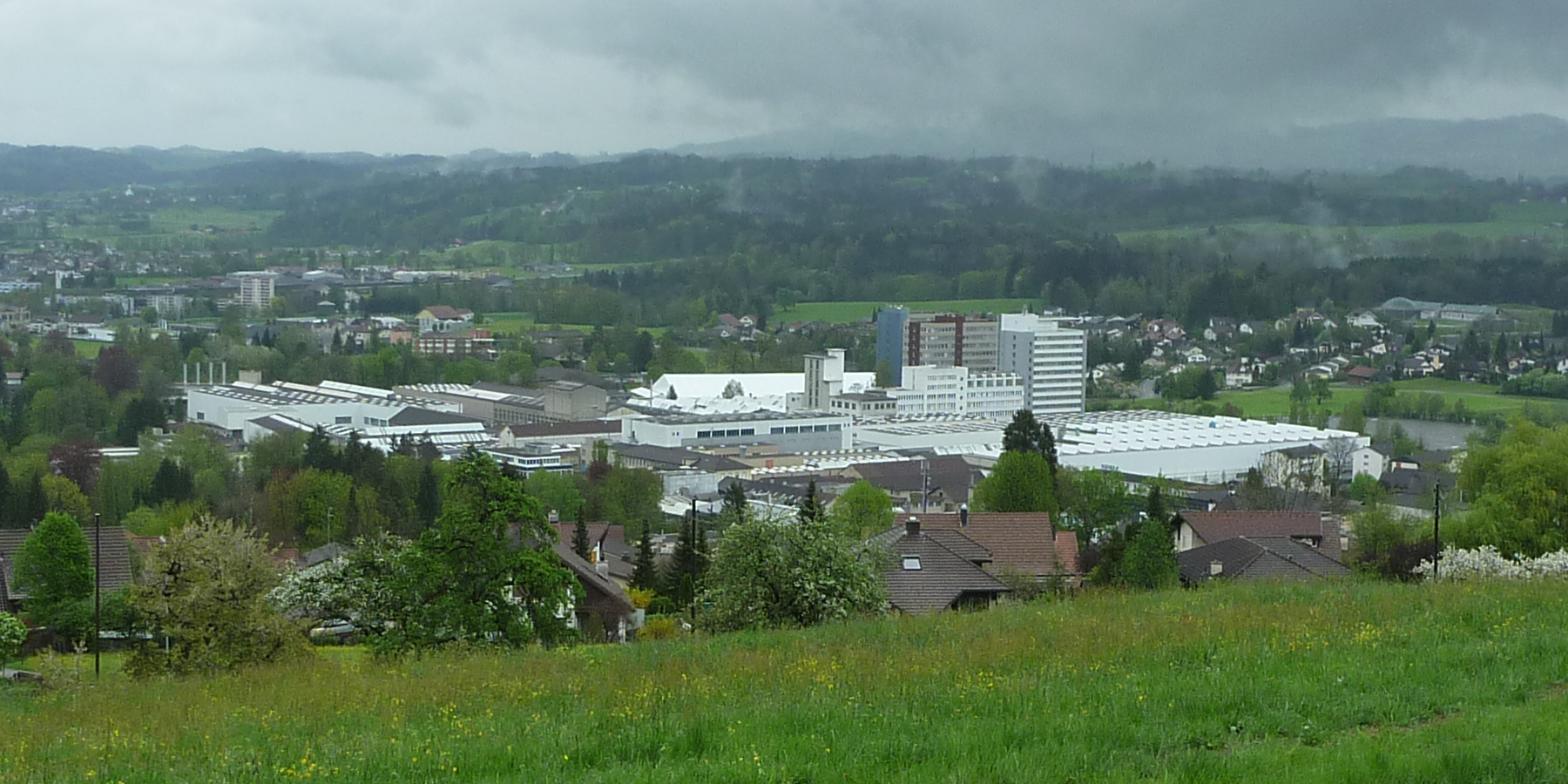
Bühler-Hauptwerk in Uzwil, 2010

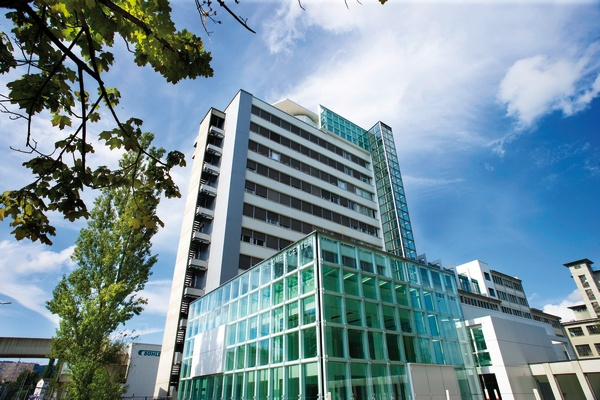
«Customer Center», Uzwil

### Gründung und Expansion
Die Bühler Gruppe entstand aus der am 10. Februar 1860 durch den in Hombrechtikon beheimateten und aufgewachsenen Adolf Bühler sen. eröffneten Eisengiesserei im Gupfen mit zwei Angestellten.
1871 wurde eine mechanische Werkstätte angegliedert und Teile von Stickmaschinen hergestellt. Ein Jahr später wurden die ersten Gusswalzen für Walzenstühle produziert. 1875 wurde eine firmeninterne Krankenkasse eingeführt. Das Interesse von Adolf Bühler am Maschinenbau führte dazu, dass Bühler nicht nur Walzen goss, sondern mit der Zeit selber Walzenstühle und ganze Mühlen baute. Mit weiteren schweizerischen Unternehmen in diesem Bereich exportierte Bühler schon 1885 fast so viele Maschinen wie die Textilmaschinenhersteller. Um 1890 wurde die erste komplett von Bühler gebaute Getreidemühle ausgeliefert.
Die erste Tochterfirma wurde 1891 in Paris gegründet, 1900 kam eine in Mailand, und zwei Jahre später eine Neapel hinzu, während 1896 ein Verkaufsbüro in Barcelona eröffnet wurde. 1896 verstarb Adolf Bühler sen., die Leitung übernahm sein Sohn, Adolf Bühler junior. Für die Ziegelherstellung baute Bühler Mühlen für Stein und Lehm nach dem Prinzip des mehrfachen Kollergangs, einer Erfindung des Unternehmers Jacob Schmidheiny. Nachdem Bühler ursprünglich seinen Schwerpunkt in der Textilindustrie hatte, verlegte sich Bühler auf den Bau von Getreidemühlen und verkaufte diese Produkte im internationalen Markt. Die Architekten Pfleghard und Haefeli reorganisierten von 1898 bis 1912 für Adolf Bühler den gesamten Firmenkomplex.

### Bis zum Zweiten Weltkrieg
1900 zählte Bühler 717 Fabrikarbeiter und 72 Angestellte. Zu den Mühlen kamen nach der Jahrhundertwende Maschinen für die Teigwaren- wie auch Bierproduktion (Mälzerei). Teigwaren entstehen durch Weiterverarbeitung von Mehl. Dafür wurden das Mischen und Kneten mechanisiert und Extrusionstechniken eingesetzt. Pneumatische Förderanlagen für Losegut wurden erstmals 1908 hergestellt. Als die Maschinenfabrik St. Georgen (St. Gallen) aufgelöst wurde, übernahm Bühler AG 1912 deren Maschinenpark und Patente zur Herstellung von Teigwaren. 1920 wurden bereits 1400 Angestellte beschäftigt.
Während des Ersten Weltkriegs stellte Bühler von 1915 bis 1917 in Lizenz der Deutschen Motorengesellschaft Berlin 88 Motoren des Typs Argus-AS-II-Flugmotoren her, die in Wild W-1- und Wild WT-Schulflugzeugen und Häfeli DH-1 bis DH-3-Flugzeugen der Schweizer Armee eingebaut wurden.
1918 eröffnete Bühler eine Fabrikkantine, die erste der Schweiz, welche von einem Dienstleistungsunternehmen betrieben wurde. Else Züblin-Spiller der Non-Profit-Organisation Schweizer Verband Soldatenwohl bekam den Auftrag dazu. 1927 wurde anlässlich des Ausbaus und der Elektrifizierung der Bahnstrecke St. Gallen–Winterthur ein Industriegleis vom Bahnhof Uzwil zum Firmengebäude angelegt.
Ab 1919 wurden Walzwerke für weitere Anwendungen entwickelt, so für die Schokoladeindustrie wie auch für die Seifen- und Farbenherstellung.
Die Druckguss-Technologie wurde 1920 in den USA entwickelt, doch die Maschinen erfüllten die Anforderungen von Bühler nicht, woraufhin eigene Druckgiessmaschinen entwickelt und gebaut wurden. Dafür wurde 1927 eine entsprechende Abteilung gegründet. Nachdem anfänglich nur für den Eigengebrauch Metallteile derart hergestellt wurden, erfolgte 1930 die erste Lieferung einer Druckgussmaschine an einen Kunden. Der heutige Geschäftsbereich im Verkauf von Kaltkammer-Druckgiessmaschinen hat diesen Hintergrund.

### Nachkriegszeit
1934 wurde René Bühler, der Sohn von Adolf Bühler jun., in die Geschäftsleitung aufgenommen, der 1957 auch die Schweizerische Müllereifachschule gründete und von 1951 bis 1959 Nationalrat (FDP) war. Er war von 1967 bis 1985 Verwaltungsrat und von 1977 bis 1985 Vorsitzender der Firma.
1955 wurde das Abendtechnikum St. Gallen (heute Fachhochschule St. Gallen) auf Veranlassung der Firmen Bühler, Wild Heerbrugg und Adolph Saurer AG, Arbon, gegründet.
1956 wurde das Bühler-Tochterunternehmen Haushaltmaschinen AG geschlossen. Es produzierte unter anderem Staubsauger. Zudem produzierte Bühler von 1907 bis in die frühen 1960er-Jahre Maschinen für den Zeitungsdruck.
Ab 1958 stellte Bühler auch Plastikspritzgussmaschinen für Thermoplaste her und betraute damit eine neue Abteilung.
Die EDV wurde 1965 bei Bühler mit einem IBM 360/40-System eingeführt.
1970 wurden 5470 Angestellte gezählt, davon 3630 in der Schweiz und 380 Lehrlinge.

### Weiterentwicklung
1972 übernahm Bühler die Braunschweiger MIAG Mühlenbau und Industrie AG. Nach der Übernahme hiess die Braunschweiger Niederlassung Bühler-MIAG GmbH. 1983 wurde die Fahrzeugherstellung der Bühler-MIAG GmbH unter ihrem Geschäftsführer Wolfgang Sander (an 1978 Werksleiter bei MAN Augsburg, bis 1980 Vorstand der Schiess AG in Düsseldorf) als «MIAG Fahrzeugbau GmbH» unabhängig, sie produziert heute Flurförderfahrzeuge. Bis dahin wurden Krananlagen durch Bühler-MIAG gebaut. Nach einem Wechsel des Firmenleitbildes 1989 wurde der Zusatz «MIAG» wieder entfernt und die Braunschweiger Niederlassung nennt sich fortan «Bühler GmbH». Die Bereiche Zementanlagen und Mischbetttechnik der Bühler-MIAG GmbH wurden 1981 bzw. 1984 durch Orenstein & Koppel übernommen, die 1940 im Rahmen der Arisierung von Hoesch übernommen worden war.
Der Einstieg in China gelang 1981 mit dem Verkauf einer Getreideverarbeitungsanlage. Drei Jahre später folgte dort das erste Büro.
1986 wurde der Sohn von René Bühler, Urs Bühler, Geschäftsführer der Firma, nachdem er schon 1981 Verwaltungsrat der Firma wurde und dessen Präsidium er 1994 übernahm. Die Führung des Geschäftes (CEO) übergab er 2001 Calvin Grieder, der rund 15 Jahre diese Funktion ausübte. Seit Juni 2016 liegt die Geschäftsleitung bei Stefan Scheiber, dem ehemaligen CEO des Geschäftsbereiches Grains and Food. Gleichzeitig wechselte Calvin Grieder in das Amt des Verwaltungsratspräsidenten.
Die Kontinuität als Familienunternehmen wurde durch die Übertragung der Aktien von Urs Bühler an seine drei Töchter gewährleistet, welche Verwaltungsrätinnen der Firma wurden.

### Weitere Übernahmen
- 1986 Übernahme von Richard Frisse aus Bad Salzuflen, einem bedeutenden Hersteller von Conchiermaschinen für die Schokoladeproduktion
- 1993 Sortex aus London, welche optoelektronische Sortiermaschinen (u. a. Farbsortierer) entwickelt und herstellt
- 2000 die Maschinenbaufirma Gebr. Bindler in Bergneustadt spezialisiert auf die Kakao- und Schokolageherstellung
- 2006 Idraprince, ein Druckgussmaschinenhersteller in Holland (Michigan), USA
- 2008 Aeroglide in Raleigh (North Carolina) zur Trocknung und weitere thermische Prozesse für Nahrungsmittel
- 2008 die Maschinenfabrik G.W. Barth in Freiberg am Neckar mit Röstanlagen für Kakao, Nüsse und Malz
- 2010 Schmidt-Seeger in Beilngries.[5]
- 2012 die Leybold Optics.[26] Dieses Unternehmen der Beschichtungstechnik wurde in den Geschäftsbereich Advanced Materials eingegliedert.
- 2017 Haas Gruppe[27] Diese war vor allem als Waffelmaschinenbauer bekannt.

## Nachhaltigkeitsziele
Bühler hat unter CEO Scheiber anspruchsvolle Nachhaltigkeitsziele formuliert. So sollten bis 2025 sowohl für die eigenen Betriebe wie auch für die Wertschöpfungsketten ihrer Kunden skalierbare Lösungen bereitgestellt werden, um den Energie-, Abfall- und Wasserverbrauch auf die Hälfte reduzieren zu können. In den eigenen Betrieben sollen bis 2030 die Treibhausgasemissionen um 60 Prozent vermindert werden. Produktneuerungen werden auf diese Ziele ausgerichtet. Um ihre Kunden bei der Umsetzung solcher Nachhaltigkeitsziele zu unterstützen, hat Bühler die Dienstleistung Environmental Impact Services geschaffen. Geschätzt wird, dass Kunden durch die Verwendung von Bühler-Produkten weltweit noch 42 Millionen Tonnen CO2-Emissionen verursachen.

## Tätigkeitsbereiche und Unternehmensstruktur
Die Geschäftstätigkeiten der Bühler-Gruppe sind in die drei Bereiche Grains and Food, Consumer Foods sowie Advanced Materials gegliedert.

### Grains and Food

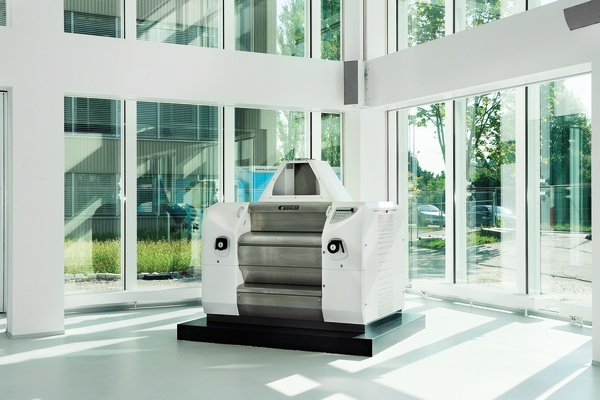
Walzenstuhl «Antares»

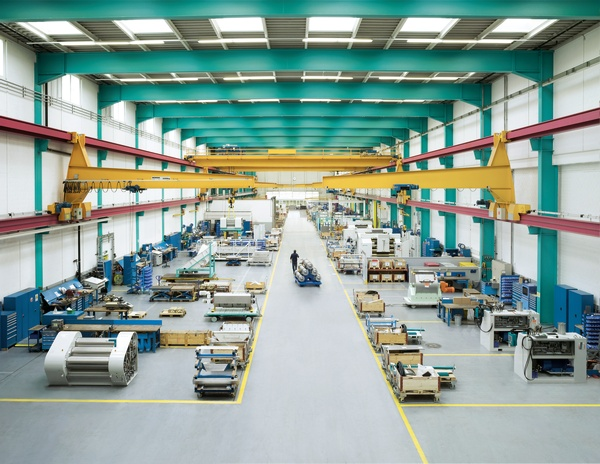
Montagehalle Bühler Uzwil

Der Bereich Grains and Food trug 2021 1,7 Milliarden CHF oder 63 % zum Konzernumsatz bei und umfasst folgende Geschäftsbereiche:
- Milling Solutions umfasst Prozesstechnologien, Engineering und Ausrüstungen für Mühlen zur Verarbeitung von Weizen, Mais, Roggen, Hafer, Gerste, Hirse, Buchweizen, Soja und Hülsenfrüchten zu Mehl- und Griessprodukten. Als führender Hersteller von Mühlen gibt es Lösungen für verschiedene Anwendungen.[31] Anhand eines Projekts bei einem Grosskunden in den USA wird die Entwicklung und der Stand der Mühlentechnik erläutert.[32]

- Grain Quality & Supply umfasst Logistiklösungen, Reinigung, Transport und Lagerung von Getreide, Reis und Malz entlang der Lebensmittel-Wertschöpfungskette von der Ernte bis zur Verarbeitung. Für Reis kann die ganze Wertschöpfungskette durch Bühleranlagen optimiert werden.[33] Auch für Brauereien werden Lösungen angeboten.[34][35] Dazu gehören auch Silos und Förderanlagen.[36]

- Value Nutrition umfasst Lösungen für die Produktion von Lebensmitteln und Tierfutter – von Teigwaren und Nudeln, Frühstücksflocken und Snacks über Haustierfutter bis hin zu Fisch-, Vieh- und Geflügelfutter. Extrusionslösungen für unterschiedliche Anwendungen kann Bühler liefern und warten.[37] Noch sind Fleischersatzprodukte auf pflanzlicher Basis zusammen mit Givaudan ein Forschungsvorhaben.[38][39] Neuerungen bei Nahrungsmitteln werden in Artikeln der Bühler-Zeitschrift Diagramm beschrieben.[40] Eine neue Partnerschaft mit dem Deutschen Institut für Lebensmitteltechnik als Center for Proteins of the Future will mit der Bühler PolyCool 1000 cooling die die industrielle Fertigung von Fleischersatzprodukten ermöglichen.[41] In einem Gemeinschaftsunternehmen mit dem Start-up Circular Food Solutions sollen pflanzliche Fleischersatzprodukte aus Biertreber als Abfallprodukt von Bierbrauereien hergestellt werden.[42]

- Digital Technologies umfasst Sensoren, industrielle Messeinrichtungen[43] und Sortiermaschinen für Verarbeitungsindustrien. Das Sichten und Sortieren von Getreide gehört zu den wichtigen Prozesstechniken.[44] Auch optische Sortierer kommen zum Einsatz.[45] Optische Sortierung der Sortex-Technik kann pro Minute bis zu 20 Millionen Reiskörner erfassen und auf Verfärbungen und Beschädigungen überprüfen. Schon 1964 hat die britische Firma Sortex (heute Bühler Sortex) eine optische Sortiereinrichtung für Plastkabfall ausgeliefert. Plastik-Wiederverwertung ist inzwischen zu einem bedeutenden Geschäft geworden, für welches Sortex-Maschinen zum Einsatz kommen.[46]

### Consumer Foods

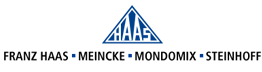
Logo der Haas Gruppe, Übernahme durch Bühler 2017

Der Bereich Consumer Foods hatte 2021 0,5 Milliarden CHF Umsatz, was 18,5 % des Gesamtumsatzes ausmachte.
- Bakery umfasst Aufbereitungs- und Verarbeitungslösungen für Vormischungen und Zutaten von Backwaren
- Wafers umfasst Herstellprozesse und Einrichtungen für Waffeln und Hippen
- Biscuits umfasst Backeinrichtungen für Kekse, Kuchen und Crackers.[47]
- Chocolate & Coffee umfasst Fertigungseinrichtungen für Schokoladenmasse sowie zur Veredelung von Kaffee und Nüssen.[48][49]
- Süsswaren umfasst die Verarbeitung von Schokoladenmasse zu Tafeln und weiteren Formen wie auch zur Beschichtung von Getreideriegeln.[50][51]
- Non-Food.

In diesen Bereich wurden die Geschäftstätigkeiten der 2017 übernommenen Haas-Gruppe auf den Gebieten Wafer & Convenience Food and Cones sowie Biscuits und Non-Food integriert. Der Bereich Bühler Food Equipment der ehemaligen Haas-Gruppe bestand aus folgenden Geschäftsbereichen:
- Wafer & CFT (Convenience Food and Cones)
- Biscuits
- Mixing Systems
- Non Food.

### Advanced Materials
Der Bereich Advanced Materials (Moderne Werkstoffe) trug 0,5 Milliarden CHF Umsatz bei, was 18,5 % des Konzernumsatz bedeutete. Advanced Materials umfasst folgende Geschäftsbereiche:
- Druckguss umfasst Druckgusstechnik und Maschinen für Leichtmetalllegierungen wie Aluminium und Magnesium. Lösungen für die Flugzeugindustrie, den Automobilbau und für die Konstruktion elektronischer Komponenten werden angeboten.[52] Auf über 700 Carat-Druckgussmaschinen von Bühler werden weltweit grosse Druckgussmetallteile für Fahrzeuge hergestellt. Bei Neufahrzeugen beträgt dafür der Weltmarktanteil über 50 Prozent.[53]

- Grinding & Dispersing bietet Nassmisch-, Nassmahl- und Dispergiertechniken und Anlagen für die Produktion von Farben, Druckerzeugnissen, Agrochemikalien, Solarmodulen, Batterien für Elektroautos und weitere Anwendungen an.[54]

- Leybold Optics ist spezialisiert auf Vakuumbeschichtungsanlagen im PVD-Verfahren zur Optimierung der Lebensmittelkonservierung, für funktionelle Beschichtungen von Fensterscheiben, Coatings für Scheinwerferreflektoren, flexible Verpackungen oder Beschichtungen für Produkte aus der Brillen- und Präzisionsoptik.[55][56] Leybold Optics entwickelt und liefert auch Komponenten für die Herstellung modernster integrierter Schaltungen.[57]

### Geografische Gliederung
- In Europa wurden 2021 6180 Mitarbeiter beschäftigt. 16 Fabriken dienten der Fertigung. Der Umsatzanteil betrug 32 %.
- In Asien (inkl. Südasien) wurden 4415 Mitarbeiter beschäftigt. 6 Fabriken dienten der Fertigung. Der Umsatzanteil betrug 36 %.
- Im Mittleren Osten und in Afrika wurden 445 Mitarbeiter beschäftigt. 2 Fabriken dienten der Fertigung. Der Umsatzanteil betrug 10 %.
- In Amerika (Nord- und Südamerika) wurden 1449 Mitarbeiter beschäftigt. 6 Fabriken dienten der Fertigung. Der Umsatzanteil betrug 22 %.[58]

## Werkbahn
| Streckenlänge: | 1.3 km               |                             |                             |
| Spurweite: | 1435 mm (Normalspur) |                             |                             |
| Maximale Neigung: | 55 ‰                 |                             |                             |
| Minimaler Radius: | 90 m                 |                             |                             |
| Zweigleisigkeit: | nein                 |                             |                             |
| |                      |                             |                             |
| \| \| \| Fabrik \| 532 m ü. M. \| \| \| \| Containerterminal \| 529 m ü. M. \| \| \| \| Bahnhofstrasse \| \| \| \| \| Neudorfstrasse \| \| \| \| \| Sternenstrasse \| \| \| \| \| SBB-Strecke nach Wil \| \| \| \| \| \| \| \| \| 100.94 \| Uzwil \| 564 m ü. M. \| \| \| \| SBB-Strecke nach St. Gallen \| \| |                      |                             |                             |
| |                      | Fabrik                      | 532 m ü. M.                 |
| Betriebsstelle Strecke bis hier außer Betrieb |                      | Containerterminal           | 529 m ü. M.                 |
| Bahnübergang |                      | Bahnhofstrasse              | Bahnhofstrasse              |
| Bahnübergang |                      | Neudorfstrasse              | Neudorfstrasse              |
| Bahnübergang |                      | Sternenstrasse              | Sternenstrasse              |
| Kreuzung geradeaus unten · Strecke von rechts |                      | SBB-Strecke nach Wil        | SBB-Strecke nach Wil        |
| Strecke nach links · Abzweig geradeaus und von rechts |                      |                             |                             |
| Bahnhof | 100.94               | Uzwil                       | 564 m ü. M.                 |
| Strecke |                      | SBB-Strecke nach St. Gallen | SBB-Strecke nach St. Gallen |

Die Bühler AG unterhielt von 1927 bis 2017 eine Werkbahn, das zugehörige Anschlussgleis zweigt vom Bahnhof Uzwil ab und führt ins Firmengelände. Da sie eine mittlere Steigung von 35 Promille hat, gilt sie als traktionstechnisch bemerkenswert: Der Bahnhof befindet sich auf einer Höhe von 567 m ü. M., das Firmengelände auf rund 534 m, die Luftlinie zwischen den beiden Endpunkten beträgt 500 Meter.
Die Bahn ist 1,3 km lang, die grösste Steigung beträgt 55 Promille und der kleinste Kurvenradius 90 Meter.
Vor dem Bau der Werkbahn wurde der Transport durch Pferdefuhrwerke bewerkstelligt. 1906 kam die Idee einer Werkbahn auf. Durch Hermann Sommer wurde 1914 eine solche projektiert. Dieses berücksichtigte die ungünstige Topografie und hatte ungefähr den heutigen Verlauf. Der anstehende Doppelspurausbau der normalspurigen Bahnstrecke St. Gallen–Winterthur (Fertigstellung Schwarzenbach–Uzwil im Jahr 1927 und Uzwil–Flawil im Jahr 1931) machte eine baldige Lösung nötig. Problematisch war vor allem das Gefälle. So wurde 1922 gar eine meterspurige Güterbahn mit Rollschemelbetrieb vorgeschlagen, die aber verworfen wurde.
Durch den Einsatz von Auflaufkurven konnten die letzten Probleme gelöst und somit konnte 1927 die dem heutigen Verlauf folgende normalspurige «Bühlerbahn» bzw. «Bühlerbähnli» eröffnet werden.
Bei der Eröffnung im Sommer 1927 stand der bei der SLM bestellte Traktor noch nicht zur Verfügung. Ein Breuer Lokomotor überbrückte die Wartezeit, doch dieser erwies sich als ungenügend: Wegen infolge des Gefälles versagender Bremsen entgleiste er am 1. September 1927 mit hoher Geschwindigkeit und der nachfolgende DR-Güterwagen der Bauart Omn zerstörte den Traktor.
Der im Herbst 1927 inzwischen ausgelieferte SLM-Traktor Tm 2/2 G.B.U. 1 (SLM-Fabrikationsnummer 3221, G.B.U. steht für Gebrüder Bühler, Uzwil) mit einer Leistung von 100 PS und einem Gewicht von 23,6 Tonnen übernahm daraufhin bis zur Totalsanierung des Anschlussgleises 1978 die Traktion, 1967 betrug die Laufleistung 242'000 km. Abgebrochen wurde er 1983 in Schwarzenbach.
Dem Traktor folgte die letzte Werkslokomotive, eine 1978 ausgelieferte Henschel DHG 300 B (Fabrikationsnummer 31988). Sie bekam später die Bezeichnung Tm 237 915-4. 1988 wurde die Henschel um eine Funkfernsteuerung nachgerüstet, 2009 wurde sie totalrevidiert. 2005 wurde ein Containerterminal zum Verladen der Waggons fertiggestellt.
1985 wurden anlässlich einer Tagung zwei Einheitswagen I ins Bühler-Gelände gefördert. Per 2017 fuhr die Bahn ungefähr 200 Mal im Jahr zum Bahnhof Uzwil und förderte jährlich 2500 bis 3000 Tonnen Material. Im April 2017 wurde die Einstellung der Werkbahn per Mitte 2017 bekanntgegeben. «Verbesserungen bei der Logistik» machten sie unnötig, der Transport erfolgt seither auf der Strasse. Die Lokomotive wurde 2018 an die Kibag verkauft und verkehrt seither als 98 85 5237 915-4 CH-KKS.
Die Uze AG, die Bühler-Tochter, der die Gleise gehören, hält diese auch nach Stilllegung des Verkehrs weiterhin instand, solange seitens des BAV eine Betriebsbewilligung dafür vorliegt; denn «für mögliche künftige Nutzer des Grundstücks oder der angrenzenden Liegenschaft der Bühler AG könnte der Bahnanschluss einst wichtig werden.»

## Sonstiges
- Der Bettenauerweiher gehörte von 1927 bis 2018 zur Bühler AG beziehungsweise der im Eigentum der Familie Bühler stehenden Uze AG.[67] Im Jahr 2018 übernahm die Gemeinde Oberuzwil den Bettenauerweiher von der Uze AG durch einen Tauschvertrag.[68] Der Stolzenbergweiher hingegen befindet sich per 2022 nach wie vor im Eigentum der Uze AG: 1884 von Adolf Bühler zwecks Antrieb einer Turbine erworben, diente das Wasser später für Kühlzwecke und die WC-Spülung.[69]

- Bühler eröffnete 2022, zusammen mit dem Aromahersteller Givaudan und der Migros, den Cultured Food Innovation Hub in Kemptthal.[70][71] Die Gründung dieses Joint Ventures stand unter Vorbehalt der Zustimmung der Wettbewerbsbehörde.[72]